# Grattacieli di Piazza Piemonte
I grattacieli di Piazza Piemonte sono due edifici di stile eclettico situati a Milano in piazza Piemonte.

## Storia
I due palazzi vennero costruiti nel 1923 su progetto dell'architetto Mario Borgato per una torre al civico 2, e da E.G. Macchi e Giuseppe Rusconi Clerici per la torre al civico 1.  I lavori furono realizzati da "Impresa Macchi & Rusconi Clerici", di proprietà degli ultimi due.
Per realizzarli fu concessa una deroga al piano urbanistico allora in vigore che vietava edifici di altezza superiore ai 28 metri; di qui l'appellativo, poi rimasto, di "grattacieli" di piazza Piemonte. Vengono comunemente considerati come i primi grattacieli di Milano.

## Descrizione
I due edifici gemelli sorgono su piazza Piemonte ai due lati di via Giorgio Washington e costituiscono una presenza monumentale. Per quanto simili, i due palazzi presentano alcune differenze riscontrabili, per esempio, nella forma delle loro due cupole sommitali. Raggiungono un'altezza di 38 metri.